# Brevet de technicien supérieur - Pilotage des procédés
Le brevet de technicien supérieur - Pilotage des procédés formé  de futurs techniciens supérieurs à la formulation des peintures, encres et vernis ou des adhésifs et mastics.

## Parcours
Les élèves admis dans cette section sont des bacheliers S ou STL, spécialité chimie de laboratoire et des procédés industriels (CLPI), ainsi que spécialité biochimie génie biologique (BGB).

## Programme
Le programme du BTS est essentiellement axé sur la formulation. Il y a cependant deux formations différentes, ayant le même programme en première année mais il diffère dans la seconde année. (Peintures et encres ou adhésifs).

### Programme de première année
- Matières premières : c'est une matière où l'on apprend les différentes propriétés des matières premières constituant les peintures, encres et adhésifs à connaitre pour la formulation. Elle comprend des cours et des travaux pratiques, qui ne sont pas dissociables l'un de l'autre ;
- colorimétrie : dans cette matière, on apprend tout ce qui concerne la couleur. Elle est constituée de cours et de travaux pratiques ;
- physique : On apprend en physique les différents phénomènes qui trouvent une application dans l'élaboration des peintures, encres et adhésifs. comme par exemple les phénomènes de la réflexion et de la réfraction qui trouvent des applications avec le brillant ou le pouvoir couvrant d'une peinture. La physique est également constituée de cours et de travaux pratiques ;
- mathématiques : en mathématiques sont enseignées les notions nécessaire au cursus scientifique de ce BTS ;
- langue vivante étrangère : on apprend l'anglais, avec comme principal objectif l'acquisition de l'anglais technique oral ;
- chimie générale : en première année de BTS PEA, on y revoit le programme du BAC STL CLPI légèrement plus approfondi, ce qui pour les personnes venant de S est une découverte mais n'est pas insurmontable. Elle se partage entre les cours et les travaux pratiques ;
- chimie organique : comme pour la chimie générale, cette matière englobe le programme de STL CLPI. Elle comprend également des cours et les travaux pratiques ;
- expression française : cette matière se révèle utile grâce au fait qu'elle aborde la constitution du curriculum vitæ ou de la lettre de motivation.
- économie et gestion : cette matière aborde les sujets (peu utiles pour un formulateur) de l'économie et de la gestion d'une entreprise et de leur cadre légal ;
- plan d'expérience : dans cette matière, on apprend à se servir de l'outil informatique dans un but industriel.

## Après
Après l'obtention du BTS PEA, il y a plusieurs possibilités : entrer dans la vie active ou continuer ses études. Il y a plusieurs poursuites d'étude possibles au BTS PEA : les licences professionnelles dans la formulation (exemple : licence professionnelle de formulation cosmétique) ou les licences universitaires de chimie (entrer en seconde année est conseillé après un BTS PEA).

## Lycées proposant le BTS PEA
En 2010 seuls trois lycées proposaient le BTS PEA.[réf. nécessaire] : le Lycée de l'Escaut à Valenciennes (département du Nord) qui est un établissement public ; l'Institut textile et chimique à Écully (département du Rhône) qui est un établissement privé et donc payant ; le Lycée Varoquaux à Nancy (Meurthe-et-Moselle) qui est établissement public.
1. ↑  letudiant.fr La baisse des effectifs en BTS,  Valentine Daléas, publié le 24 avril 2023.
2. ↑  letudiant.fr Les quotas, symboles de l'abandon des bacheliers professionnels, Thibaut Cojean, publié le 29 mai 2019.
3. ↑  94.citoyens.com Quotidien d'information locale et citoyenne Parcoursup: le détail des quotas pour que les bacs S et ES ne trustent plus les BTS, Val-de-Marne | 27 mais 2018 par C. Dubois.